# بوب فرانك
بوب فرانك (بالإنجليزية: Bob Frank)‏ هو مغن مؤلف ومغني أمريكي، ولد في 26 فبراير 1944 في ممفيس في الولايات المتحدة وتوفي في 19 يوليو في 2019.

## وصلات خارجية
- بوب فرانك على موقع ميوزك برينز (الإنجليزية)
- بوب فرانك على موقع ديسكوغز (الإنجليزية)
- الموقع الرسمي